# Loré
Loré (wymowaⓘ) – miejscowość i dawna gmina we Francji, w regionie Normandia, w departamencie Orne. W 2013 roku jej populacja wynosiła 157 mieszkańców. 
W dniu 1 stycznia 2016 roku z połączenia siedmiu ówczesnych gmin – La Baroche-sous-Lucé, Beaulandais, Juvigny-sous-Andaine, Loré, Lucé, Saint-Denis-de-Villenette oraz Sept-Forges – utworzono nową gminę Juvigny-Val-d’Andaine. Siedzibą gminy została miejscowość Juvigny-sous-Andaine. 